# Тьерра-Амарилья
Тье́рра-Амари́лья (исп. Tierra Amarilla, «жёлтая земля») — город в Чили. Административный центр одноименной коммуны. Население города — 8 578 человек (2002). Город и коммуна входит в состав провинции Копьяпо и области Атакама. Находится на берегу реки Копьяпо.
Территория — 11 191 км². Численность населения — 14 019 жителя (2017). Плотность населения — 1,25 чел./км².

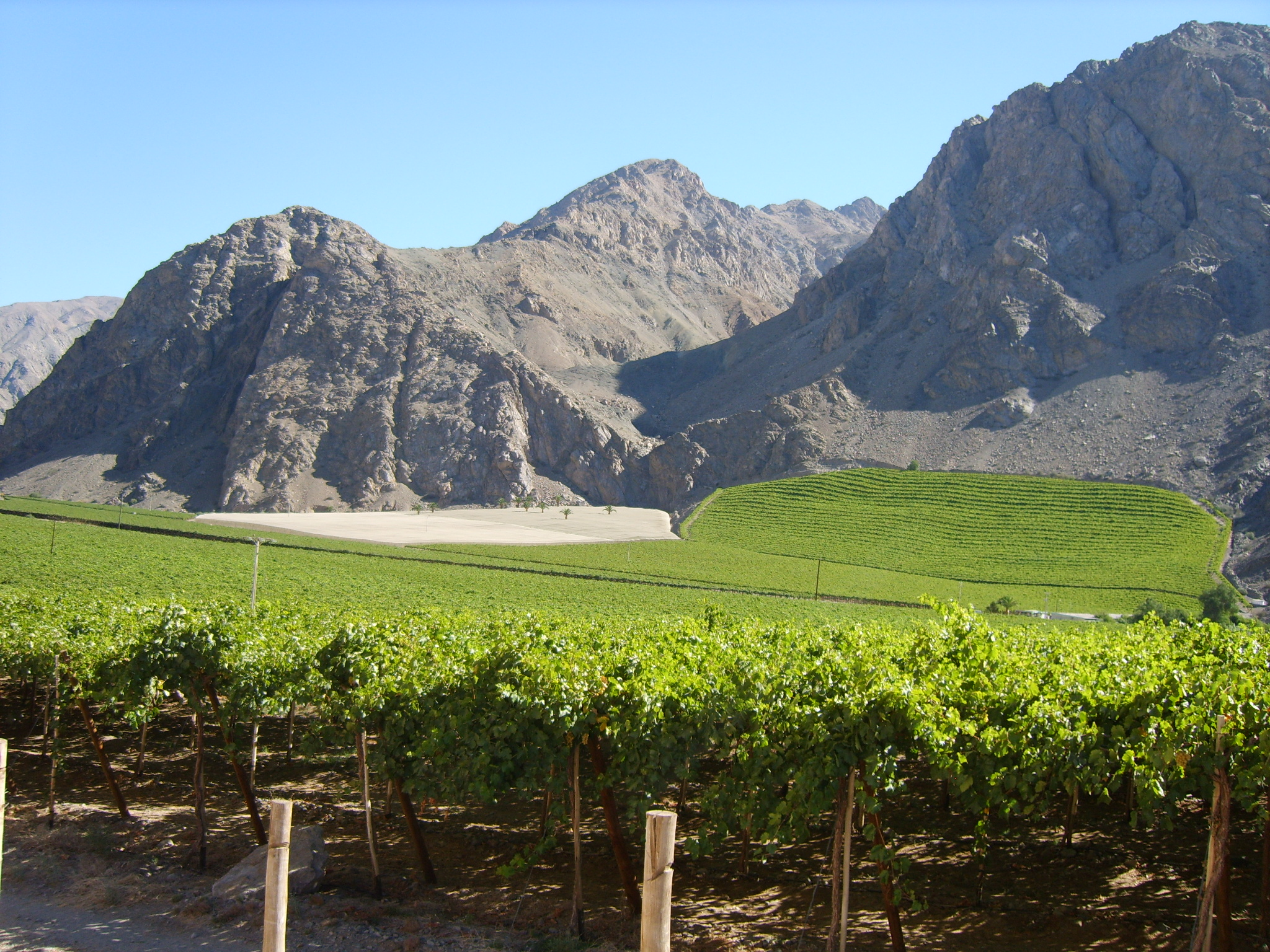

## Расположение
Город расположен в долине реки Копьяпо в 16 км на юг от административного центра области города Копьяпо.
Коммуна граничит:
- на севере — коммуна Копьяпо
- на востоке — провинции Катамарка (Аргентина), Ла-Риоха (Аргентина)
- на юге — коммуна Альто-дель-Кармен
- на юго-западе — коммуна Вальенар
- на западе — коммуна Копьяпо

## Транспорт
- Автомобильная трасса С-35 Копьяпо — Лас-Хунтас

## Демография
Согласно сведениям, собранным в ходе переписи 2017 г  Национальным институтом статистики (INE),  население коммуны составляет:
| Полное население                          | Полное население                          | Полное население                          | Полное население                          | Полное население                          | 14 019 |
| ----------------------------------------- | ----------------------------------------- | ----------------------------------------- | ----------------------------------------- | ----------------------------------------- | ------ |
| в том числе:                              | Городское население                       | 9 935                                     | Процент городского населения, %           | 70,87                                     |        |
|                                           | Сельское население                        | 4 084                                     | Процент сельского населения, %            | 29,13                                     |        |
|                                           | Мужское население                         | 7 796                                     | Процент мужского населения, %             | 55,61                                     |        |
|                                           | Женское население                         | 6 223                                     | Процент женского населения, %             | 44,39                                     |        |
| Плотность населения, чел/км²              | Плотность населения, чел/км²              | Плотность населения, чел/км²              | Плотность населения, чел/км²              | Плотность населения, чел/км²              | 1,25   |
| Население коммуны в % к населению области | Население коммуны в % к населению области | Население коммуны в % к населению области | Население коммуны в % к населению области | Население коммуны в % к населению области | 4,90   |

| Динамика изменения населения коммуны | Динамика изменения населения коммуны | Динамика изменения населения коммуны | Динамика изменения населения коммуны |
| ------------------------------------ | ------------------------------------ | ------------------------------------ | ------------------------------------ |
| 1992                                 | 2002                                 | 2012                                 | 2017                                 |
| 11724                                | 12888▲                               | 13912▲                               | 14019▲                               |

## Важнейшие населенные пункты[4]
| № | Населённый пункт | Населённый пункт (исп.) | Категория | Население чел. (2002) | На карте                        |
| - | ---------------- | ----------------------- | --------- | --------------------- | ------------------------------- |
| 1 | Тьерра-Амарилья  | Tierra Amarilla         | город     | 8578                  | 27°28′05″ ю. ш. 70°15′55″ з. д. |
| 2 | Лос-Лорос        | Los Loros               | поселок   | 1068                  | 27°49′53″ ю. ш. 70°06′30″ з. д. |